# La Venta (Tabasco)
La Venta es una ciudad del estado mexicano de Tabasco, siendo la segunda más importante del municipio de Huimanguillo, después de la ciudad homónima de Huimanguillo. 
La Venta está ubicada en el noroeste del estado, a 130 km al poniente de la ciudad de Villahermosa, capital del estado, y se localiza a escasos 2 km., de la línea divisoria de los estados de Veracruz y Tabasco, siendo la ciudad más occidental del estado.

## Toponimia
El nombre de La Venta proviene del hecho de que a finales del siglo XIX, esta localidad se especializaba en la venta de madera, por ello, los vecinos para referirse al lugar le llamaron "La Venta".

## Historia
Aunque la fundación oficial de la ahora ciudad de La Venta no se conoce con exactitud, la importancia de esta población radica en que en el año de 1925, los arqueólogos Frans Blom y Olivier La Farge, descubrieron los restos de un centro político-religioso, que en la antigüedad, fue el centro ceremonial más importante de la cultura Olmeca que floreció entre los años 1000 a. C. y 400 a. C. El sitio arqueológico recién descubierto, fue nombrado como La Venta. De hecho, junto a la moderna población, se localiza la zona arqueológica con su pirámide de arcilla que tiene 34 m de altura, 140 m de diámetro y su masa está calculada en 99,000 m³, considerada como la pirámide más antigua de Mesoamérica, así como un museo de sitio.
En la década de 1950, esta población comenzó a cobrar importancia, debido al descubrimiento de importantes yacimientos petroleros en sus alrededores, lo que dio inicio a una muy fuerte actividad petrolera en la región, por lo que la mancha urbana comenzó a invadir la zona arqueológica. Por tal motivo, el escritor y político tabasqueño Carlos Pellicer desarrolló un proyecto para trasladar las piezas colosales Olmecas a la ciudad de Villahermosa a fin de salvarlas de la destrucción ocasionada por la actividad petrolera. El traslado de las piezas olmecas se realizó en los años de 1956 y 1957.
Poco tiempo después, Petroleos Mexicanos construyó en la villa, un Complejo Petroquímico, hoy llamado Complejo Procesador de Gas "La Venta", con lo que la actividad económica y el movimiento de personas se incrementó notablemente.
El 15 de diciembre de 2015, el H. Congreso del Estado de Tabasco, aprobó el Decreto por medio del cual se le otorga a La Venta, la categoría de ciudad.

## Demografía
Según el Conteo de Población y Vivienda 2020, efectuado por el Instituto Nacional de Estadística y Geografía, la localidad de La Venta tiene 8,539 habitantes, de los cuales 4,068 son del sexo masculino y 4,471 del sexo femenino. Su tasa de fecundidad es de 2.26 hijos por mujer y tiene 2,576 viviendas particulares habitadas.
| Gráfica de evolución demográfica de La Venta entre 1960 y 2020 |
|                                                                |
| INEGI.                                                         |

## Aspecto físico
La Venta se localiza en un "islote" formado por los ríos Tonalá y Blasillo, así como por numerosos pantanos. El relieve por lo general es plano, con zonas muy bajas, que en algunos casos llegan a estar a 1 m s. n. m., en promedio, la ciudad se ubica a una altitud de 10 m s. n. m.

## Urbanismo

Glorieta de La Venta.

La Venta está totalmente urbanizada, cuenta con todos los servicios como son: calles pavimentadas, energía eléctrica, agua potable, alumbrado público, recolección de basura, servicio telefónico, red de telefonía celular, oficina de correos y telégrafos, mercado público, oficinas de gobierno municipal, taxis, parques y dos panteones.
En la ciudad también existen jardines de niños, escuelas de nivel secundaria, un plantel del Colegio de Bachilleres de Tabasco, el Instituto Tecnológico Superiór de La Venta.

## Economía
La economía de La Venta gira principalmente en torno a las actividades petroleras, así como el sector comercial y de servicios, motivado por encontrarse próximo a la autopista Coatzacoalcos-Villahermosa. 
La actividad petrolera en la zona, representado principalmente por el Complejo Procesador de Gas "La Venta" y por los varios campos petroleros con cientos de pozos en producción, contribuyen a incrementar el movimiento comercial.

## Turismo
La actividad turística en La Venta gira en torno a la zona arqueológica de La Venta, la cual cuenta con un museo de sitio que muestra varias piezas extraídas de la antigua ciudad de la cultura Olmeca.
Aunque la mayoría de las piezas representativas de este sitio arqueológico fueron llevadas al Parque Museo La Venta en la ciudad de Villahermosa en la década de 1950 en un esfuerzo por salvarlas de la destrucción que representaba la perforación de cientos de pozos petroleros, todavía existen muchas piezas olmecas, además de textos explicativos, fotografías, pinturas, maquetas y dibujos que se exhiben en el museo de sitio de la zona.

### Zona arqueológica de La Venta

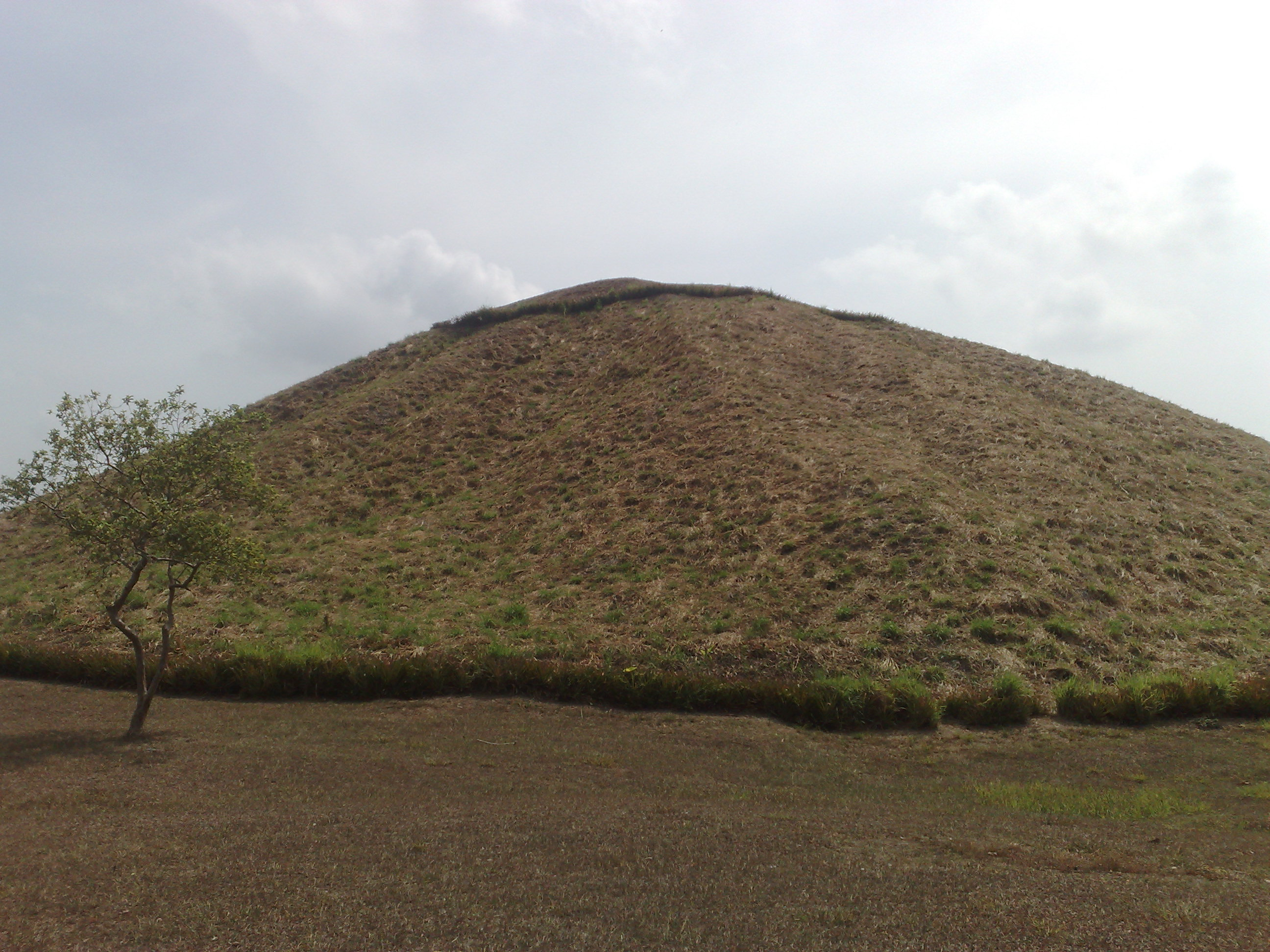
Pirámide en la zona arqueológica de La Venta, considerada la pirámide más antigua de Mesoamérica.

La Venta es el principal sitio arqueológico ceremonial de la cultura olmeca, tuvo su apogeo entre 1000 a. C. y 600 a. C. Se levanta sobre una isla en medio de la región pantanosa que forma el río Tonalá, en el límite entre los estados de Tabasco y Veracruz, zona rica en flora y fauna. La superficie de la isla es de apenas unos 5.2 km², pero se sabe que la antigua ciudad prehispánica de La Venta tenía una extensión de 200 hectáreas. En el centro de la isla, los edificios forman una plaza en forma de rectángulo irregular, con una pirámide principal de 34 m de altura, 140 m de diámetro y su masa está calculada en 99,000 m³, siendo la pirámide más antigua de Mesoamérica, localizada en el centro, montículos y monumentos en el norte y en el sur.
Esta zona arqueológica tiene gran importancia por su antigüedad, en el patrón y orientación tan regular de su arquitectura y en su función como un centro cívico- ceremonial y residencial.
La mayoría de los edificios tuvieron una misma orientación y estuvieron ordenados a lo largo del eje norte-sur; estaban constituidos por plataforma hechas mediante la acumulación de enormes cantidades de diferentes tipos de tierra, arcillas y arenas, y sobre estas se erigían construcciones de material perecedero como: paredes de bajareque y techos de palma. En general, las plataformas tienen una altura de 3 a 4 metros , y unos 100 de largo como máximo.

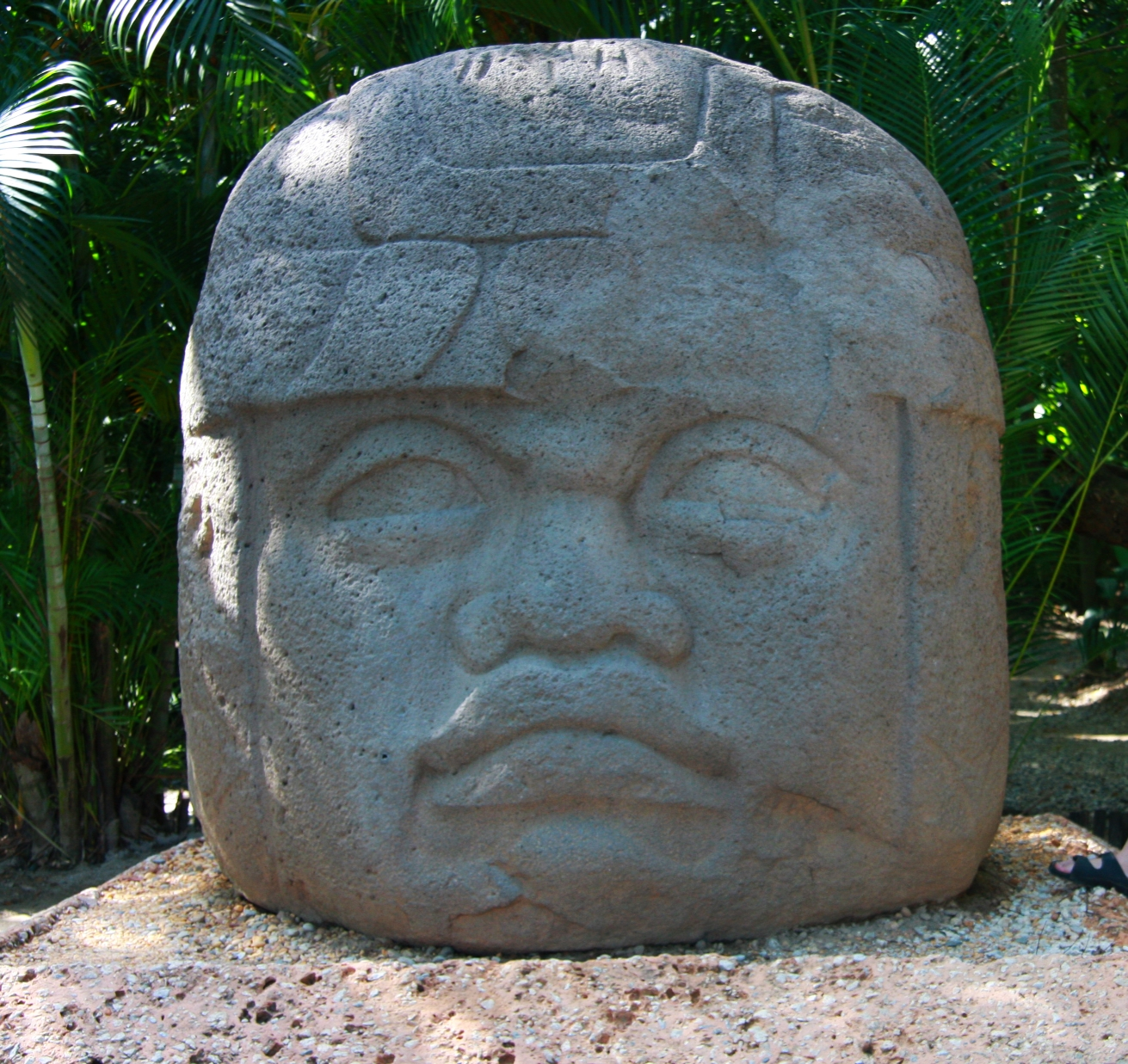
Cabeza colosal olmeca, encontrada en la zona arqueológica de La Venta, y actualmente se localiza en el Parque Museo La Venta en Villahermosa.

Las piedras grandes de basalto fueron traídas de las montañas de los Tuxtlas, fueron utilizadas exclusivamente para los monumentos incluyendo las cabezas colosales, los "altares" y varias estelas.
La estructura más importante de La Venta es una pirámide construida con barro acumulado. Su planta es irregularmente circular, tiene un diámetro medio de 140 m y una altura de 34 m, no tiene plataforma en la cumbre, ni escalera, ni rampa. La superficie exterior tiene diez entrantes y diez salientes, y le dan a la estructura la forma de un molde de gelatina. La cantidad de barro que se empleó en su construcción es calculada en 100 mil m³, y es la pirámide más antigua de Mesoamérica.
Al sur del patio ceremonial fueron construidas una pequeña plataforma rodeada de columnas de basalto y un muro de ladrillos rojos y amarillos unidos con barro rojo, que delimitaba el patio. Las excavaciones demuestran que por lo menos el edificio conocido como Pirámide A1 era escalonada, lo que prefigura la futura forma tradicional de las estructuras que soportaban los templos en todas las grandes ciudades de Mesoamérica.
En su apogeo, La Venta fue un centro ceremonial que contuvo una serie de ofrendas enterradas, de tumbas así como esculturas monumentales similares a las encontradas en San Lorenzo Tenochtitlan. Se calcula que el sitio tuvo una población de por lo menos 1.800 personas.
Los hallazgos en esta zona han sido tantos y tan variados que han permitido definir algunos de los rasgos más importantes de esta antigua civilización. En La Venta se han encontrado el mayor número de esculturas de piedra, entre las que destacan: Cabezas colosales (cuatro), estelas y altares. También, se han encontrado ricas ofrendas de objetos de jadeita y cerámica, al igual que monumentales afrentas masivas, únicas en el mundo prehispánico.
Uno de los "altares" de basalto más sobresaliente es el que representa probablemente a un shaman vestido con indumentaria muy elaborada y sentando dentro de lo que parece una cueva. La figura se encuentra aferrada a una cuerda que envuelve la parte derecha del altar donde se encuentra la figura. El lado izquierdo está erosionado pero se piensa era similar al derecho.
Se cree que estos "altares" eran tronos en los cuales los olmecas utilizaban en ceremonias o rituales muy importantes. Esto conduce a interpretar la figura como un contacto con sus antepasados o recibiendo ayuda de estos.
Hoy el extremo meridional entero del sitio es cubierto por una refinería de petróleo y se ha demolido en gran parte, haciendo las excavaciones difíciles o imposibles.